# قفل (عمد)

تعديل مصدري - تعديل

قفل هي إحدى قرى  بمديرية عمد التابعة لمحافظة حضرموت، بلغ تعداد سكانها 19 نسمة حسب تعداد اليمن لعام 2004.